# Molibdato

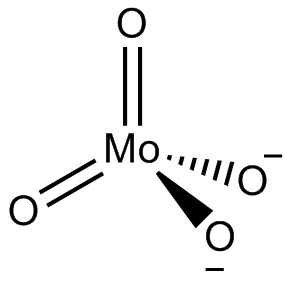
Estrutura do molibdato

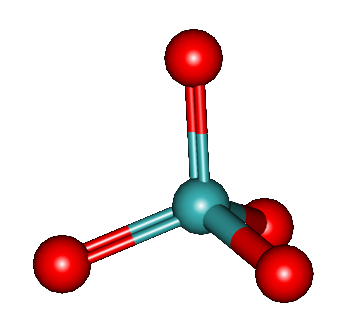
Modelo 3D do ião molibdato

Em química, um molibdato é um composto que contém um oxoânion com molibdênio no seu mais elevado estado de oxidação de +6. O molibdénio pode formar uma grande variedade de tais oxianiões que podem ser estruturas discretas ou estruturas [polímero|poliméricas]] estendidas, embora este último tipo seja apenas encontrado no estado sólido. Os oxianiões maiores são membros de um grupo de compostos chamados polioxometalatos, e porque contêm um só tipo de átomo metálico são muitas vezes chamados isopolimetalatos. Os oxiânions de molibdénio discretos variam em tamanho desde o mais simples MoO42−, encontrado em sais como o molibdato de potássio, até às grandes estruturas encontradas nos azuis de molibdénio que contêm até 154 átomos de Mo. O comportamento do molibdénio é diferente do dos outros elementos do grupo 6. O crómio forma apenas os iões cromato, CrO42−, Cr2O72−,  Cr3O102−  e Cr4O132− todos baseados no crómio tetraédrico. O tungstênio é semelhante ao molibdénio e forma muitos tungstatos contendo tungsténio com coordenação 6.

## Exemplos de oxianiões de molibdato
- MoO42− discreto, em Na2MoO4 e no mineral powellite, CaMoO4;

- Mo2O72− discreto no sal de tetrabutilamónio e Mo2O72− polimérico no sal de amónio;[2]

- Mo3O102− polimérico no sal de etilenodiamina;[3]

- Mo4O132− polimérico no sal de potássio;[4]

- Mo5O162− polimérico no sal de anilínio (C6H5NH3)+;[5]

- Mo6O192−(hexamolibdato) discreto no sal de tetrametilamónio;[6]

- Mo7O246− discreto em molibdato de amónio, (NH4)6Mo7O24.4H2O;[7]

- Mo8O264− no sal de trimetilamónio.[8]

A designação dos molibdatos segue geralmente a convenção de um prefixo para indicar o número de iões de Mo presentes. Por exemplo, dimolibdato para dois átomos de molibdénio; trimolibdato para três átomos de molibdénio, etc.. Por vezes o estado de oxidação é adicionado como sufixo, como em pentamolibdato (VI). O ião heptamolibdato, Mo7O24 6−, é frequentemente chamado "paramolibdato".

## Estrutura dos aniões de molibdato
Os aniões menores, MoO42− e Mo2O72− contêm apenas molibdénio com coordenação 4, MoO42− é tetraédrico e Mo2O72−  pode ser visto como dois tetraedros partilhando um vértice, ou seja, com um único átomo de O de ligação. Nos aniões maiores, o molibdénio geralmente, mas não só, apresenta coordenação 6 com partilha dos vértices dos octaedros de MoO6. Os octaedros são distorcidos, e os comprimentos das ligações M-O típicos são:
- em M-O terminais aproximadamente 1,7 Å
- em unidades M-O-M de ligação aproximadamente 1,9 Å

O anião Mo8O264− contém molibdénio octaédrico e tetraédrico e pode ser isolado sob duas formas isoméricas, alfa e beta.
A imagem do hexamolibdato abaixo mostra os poliedros de coordenação. A imagem do heptamolibdato mostra o aspecto mais compacto dos átomos de oxigénio na estrutura. O ião óxido tem um raio iónico igual a 1,40 Å, o molibdénio (VI) é muito menor, 0,59 Å. Existem fortes semelhanças entre as estruturas dos molibdatos e as dos óxidos de molibdénio, (MoO3, MoO2 óxidos de "cisalhamento cristalográfico", Mo9O26 e Mo10O29) cujas estruturas todas contêm iões óxido bastante juntos.

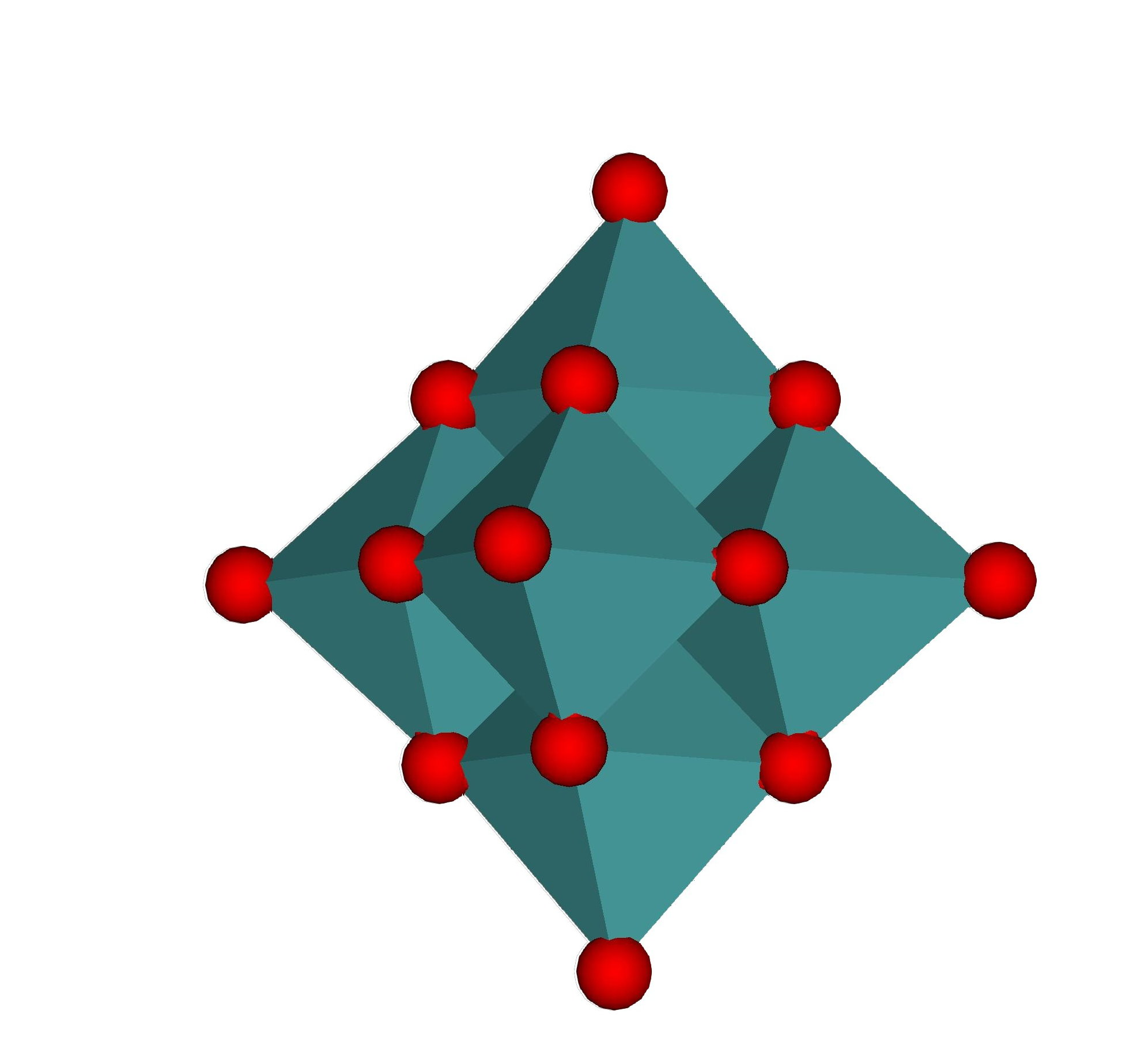
hexamolibdato
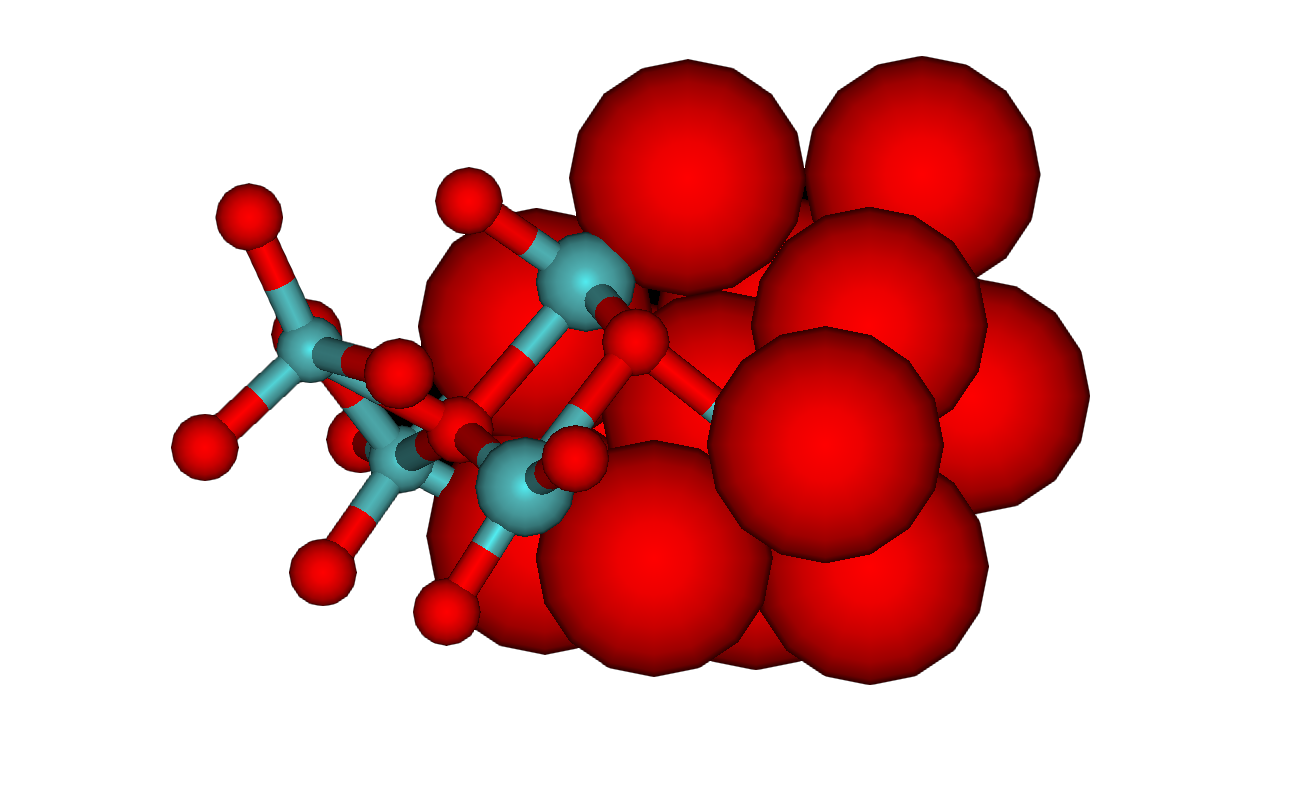
heptamolibdato

## Equilíbrios em solução aquosa
Quando o trióxido de molibdênio (MoO3) é dissolvido numa solução alcalina, é produzido o anião simples MoO42−. À medida que o pH da solução é reduzido, a primeira espécie a formar-se é o heptamolibdato em vez de qualquer um dos aniões menores:
7 MoO42− + 8H+  Mo7O246− + 4H2O 
À medida que o pH é reduzido forma-se octamolibdato e estão presentes outros aniões com 8 e talvez 16-18 átomos de Mo:
Mo7O246− + 3H+  Mo8O264− + 2H2O 
Uma diminuição do pH ainda maior conduz à formação de aniões provavelmente com 16 a 18 átomos de molibdénio. Contudo a manipulação cuidadosa do pH e da temperatura em conjunto com tempos de precipitação muito longos podem fazer precipitar compostos com iões que não parecem estar em solução.

## Usos industriais
O molibdato tem sido usado no tratamento de água industrial como inibidor de corrosão. Pensava-se inicialmente que seria um bom substituto para o cromato, quando este foi banido devido à sua toxidade. Contudo, o molibdato tem uma ação anticorrosiva moderada,, e é usado sobretudo em circuitos de arrefecimento fechados de alta temperatura.
O molibdato (geralmente na forma de molibdato de potássio) é também usado em ensaios colorimétricos para determinação da concentração de sílica em solução, a que se dá o nome de método do azul de molibdénio.  Adicionalmente, é usado na determinação colorimétrica da quantidade de fosfato em associação com o corante verde malaquita.
- Este artigo foi inicialmente traduzido, total ou parcialmente, do artigo da Wikipédia em inglês cujo título é «Molybdate», especificamente desta versão.